# تركمانستان في الألعاب الأولمبية
تركمانستان في الألعاب الأولمبية تقوم اللجنة الأولمبية الوطنية لتركمانستان بالإشراف في شؤون مشاركات تركمانستان في الألعاب الأولمبية، أول مشاركة للتركمانستان في الألعاب الأولمبية كانت في دورة 1996 في أتالانتا في الولايات المتحدة حيث شاركت في السابق مع فريق روسيا القيصرية وثم الإتحاد السوفييتي وثم الفريق الأولمبي الموحد في دورة 1992، لم تفز تركمانستان بأي ميدالية أولمبية حتى الآن.